# Devoir surveillé
Pour les articles homonymes, voir DS.
Un devoir surveillé, souvent abrégé en DS, est un contrôle de connaissances portant sur un ou plusieurs points abordés au cours de l'année scolaire en cours dans une discipline spécifique. Sa durée varie suivant la difficulté du sujet, de la discipline et du niveau d'étude.
Les devoirs surveillés se basent sur des questions portant sur le cours, des exercices similaires à ceux traités en classe, lors de travaux dirigés ou à la maison, des réflexions organisées, des commentaires composés, des dissertations, des QCM etc. Le type d'exercice à réaliser lors des DS varie d'une discipline à l'autre. Ils sont souvent périodiques, et font parfois l'objet d'un créneau horaire réservé dans l'emploi du temps hebdomadaire des étudiants.
Les devoirs surveillés se déroulent généralement en classe ou dans une salle spécifique regroupant plusieurs classes, sous surveillance (d'où le nom) pour éviter les fraudes (copiage, antisèches). Selon les disciplines, les étudiants peuvent être autorisés à utiliser une calculatrice et/ou certains documents.
Les devoirs surveillés ont pour but de préparer l'étudiant aux divers examens ou concours en en recréant les conditions, tout en incitant ce dernier à bien maîtriser les connaissances acquises tout au long de l'année. Ils ont un caractère déterminant si le passage en année supérieure ou l'obtention du diplôme s'effectue sur "contrôles continus".
Selon les enseignants et les établissements, ce type de devoir est également appelé Devoir Sur Table ou en abrégé DST, ou tout simplement Contrôle. En milieu universitaire, on parle plutôt de Partiel ou Épreuve partielle. Si le devoir comporte uniquement des questions de cours, on parle alors d’interrogation écrite qui peut par ailleurs être organisée sans avertir préalablement les élèves (on parle familièrement d'interrogation surprise), ce qui peut permettre à l'enseignant de vérifier la régularité du travail personnel de ses élèves.